# مسجد لادره
مسجد لادره مربوط به اواسط دوره قاجار است و در خمینی شهر، بلوار توحید، محله لادره واقع شده و این اثر در تاریخ ۲۶ اسفند ۱۳۸۶ با شمارهٔ ثبت ۲۱۸۳۰ به‌عنوان یکی از آثار ملی ایران به ثبت رسیده است.